# Ехокардиографија
Ехокардиографија, ултрасонографија или ултразвук срца неинвазивна је дијагностичка метода која користећи ултразвучне талас фреквенције изнад чујности људског ува, визуелизације срчане структура, и патолошке промене на њима. У ултрасонографској дијагностици извор енергије (ултразвучних таласа) је пијезоелектрични кристал, а сама метода заснива се на својству ултразвука да се енергија молекуларног кретања шири кроз простор, потом одбија од препреке која се налази на путу њеног простирања, и једним делом враћа на место извора енергије, где се на антенама (сондама) ултразвучних апарата региструје.
Како се снимање ехокардиограма изводи посебном сондом која се прислања и покреће преко предњег зида грудног коша, метода је стручно названа трансторакални ултразвучни преглед срца. Ехокардиографија је неинвазивна, безболна процедура снимања срца, а сам прегледа не захтева посебне припреме. Како ултарзвучни таласи немају штетних дејстава ехокардиографија се може примењивати од најраније животне доби (или од фетуса у мајчином стомаку), до дубоке старости.
Трансторакалним ултразвучни прегледом срца (ехокардиографијом) добијају се кратком временском периоду, важни дијагностички подаци о морфологији и функцији срчаног мишића, срчаних залистака, димензијама срчаних шупљина и брзини протока крви кроз срце и велике крвне судове на бази срца. Ако се ултрасонографија срца обавља Колор-доплер техником, визуелизација приказа срчаних структура и ток крви кроз срчане шупљине и крвне судове је у боји, што процену стања и степена оштећења чини знатно прецизнијом.

## Историја
Зачеци ултрасонографије датирају из 1790. године, када је биолог Лазаро Спаланзани у току својих експеримената уочио да се слепи мишеви крећу на чудан начин уз помоћ ушију како се тада сматрало. Данас је познато да слепи миш и још неке животиње емитују ултразвук који се шири кроз простор, рефлектује од препрека, и враћа свом извору носеће у себи информације о квалитету и растојању препрека. Користећи ове принципе настали су први ултрасонографи, за војне потребе (откривање подморница) а потом и они који се данас користе у хуманој медицини и ветерини, више пд шест деценија. 
Доплеров ефекат открио је 1842. године Кристијан Доплер (1803-1853), након проучавања промене фреквенције светлости коју емитују звезде у двојном систему (две звезде које се окрећу једна око друге), да би Доплеров ефекат експериментално доказао C.H.D. Buys Ballot 1845. године на Утрхтској железничкој станици упоређујући звук трубача који стоје на једном месту и трубача који се крећу. 
Урих је 1947. године први измерио брзину проласка ултразвучних таласа кроз ткиво сисара. 
Од 1950. године ултразвук почиње да се користи у дијагностичке сврхе, и то: 1954. у кардиологији, 1956. године у офталмологији, а 1962. у акушерству, да би се са развојем васкуларне и кардиохирургије хирургије наставио све интензивнији развој и доплер ехокардиографије.
Најпре се 1960.тих година појављује континуирани доплер , затим Барбер (1974) поставља принципе дуплекс доплера, да би се 1984. појавио и колор доплер. Од средине 1980.тих година почиње све учесталија употреба колор дуплекс ултрасонографије, ултразвучне методе прегледа крвних судова која се показала као врло прихватљива неинвазивна скрининг метода без штетног зрачења болесника. Метода омогућава веома квалитетну симултану информацију о морфолошким променама у зиду крвног суда, као и симултану информацију о хемодинамским збивањима у циркулацији.

## Намена (индикације)
Главне идикације за  ехокардиографију могу се поделити на структурна и хемодинамска снимања која имају примену у бројним болестима и стањима:
Индикације за структурално снимање
Индикације за структурално снимање укључују следећа снимања:
- Снимање перикарда (нпр. да би се искључио перикардни излив)
- Снимање леве или десне срчане коморе и њихових шупљина (нпр за процену вентрикуларне хипертрофије, дилатације или абнормалности покрета срчаног  зида или за визуелизацију тромба)
- Снимање протока крви кроз срчане залисткеСнимање залистака (нпр код  митралне стенозе, аортне стеноза, пролапса митралне валвуле)
- Снимање великих крвних судова (нпр код дисекција аорте)
- Снимање атрија и септума између срчаних комора (нпр код урођена срчана болест или трауматске болести срца)

Индикације за хемодинамско снимање
Индикације за хемодинамско снимање помоћу Доплер техника укључују следеће:
- Снимање протока крви кроз срчане залиске (нпр код валвуларне стенозе и регургитација)
- Снимање протока крви кроз срчане коморе (нпр код израчунавање минутног волумена, процене дијастолне и систолне функције срца)
- Ткивна доплер снимања срчаних структура – што, у поређењу са доплером протока крви кроз ове структуре, пружа вредне информације о динамици срчане функције; на пример, код дијастолне дисфункције, повећаног односа раног трансмитралног доплер протока крви и раног доплера митралног анулуса ткива и указује на то да је висок интраатријални притисак важан покретач.

## Контраиндикације
Ехокардиографија нема контраиндикације. Међутим, треба имати на уму да овај модалитет може дати само ограничене информације код пацијената са екстремном телесном тежином код одрасле особе, због изражене дебљине зид грудног коша (код изразито гојазних пацијената) или деформисаних ребра (код пацијената са тешком телесном тежином) могу ограничити продор ултразвучних таласа.

## Визуелизација и дијагностичке методе
Посебном техником ултразвучни таласи који се одбијају од срца и његових околних структура скупљају се у сонди апарата и у ултрасонографу претварају у електричне импулсе и постају видљиви на катодном екрану. Ако се екран замени фотографском плочом, или претвори у дигитални приказ добија се ултразвучни снимак на папиру. На тај начин омогућена је топографска и морфолошка анализа испитиваног срца или његовог ткива.
У свакодневној пракси користе се две ултразвучне дијагностичке методе:
Ехографија
Основне технике ехографије могу бити; једнодимензионална ехографија или А-скопија и дводимензионална ехографија, ехотомографија или Б-скопија
Доплер звучна метода
Доплеров ефекат је промена фреквенције звука, светлости или других таласа, проузрокована релативним кретањем извора таласа - емитера и пријемника таласа.
Ако се извор и пријемник таласа крећу један према другоме, фреквенција коју прима пријемник помера се ка вишим (расте у односу на фреквенцију коју одашиље извор таласа), а ако се извор и пријемник таласа крећу један од другог, фреквенција се помера ка нижим вредностима (тј опада). 
Основне технике су: континуирана ултразвучна доплерска ултрасонографија, пулсна ултразвучна доплерска ултрасонографија, колор доплерска ултрасонографија, пауер доплерска. ултрасонографија.

## Принцип рада ултрасонографа
Апарат за добијање ултразвука састоји се од генератора и апликатора. Генератор производи електричне осцилације различитог напона и фреквенције које се уз помоћ пијезоелектричног елемента конвертују у апликатору у механичке (ултразвучне) осцилације. Потом ултразвучни ехоскоп у унутрашњост тела шаље кратке високофреквентне ултразвучне импулсе (фреквенције између 2 и 10 MHz, трајања мање од 1 µs) и, на основу времена потребног за повратак рефлектованог сигнала, одређују положај структура у телу које су одбиле ултразвучни импулс. Сам процес рада је под контролом рачунарског програма у микропроцесору апарата. Сигнал из сонде обрађује се у компјутеру и у облику слике приказује на екрану.
У начелу уређај функционише тако да се према програму дигиталног рачунара активира пулс-генератор, који електричне импулсе, преко управљачке јединице (за усмеравање и фокусирање), преноси на претварач у сонди. Електричним импулсом у пијезоелктричној претварачкој сонди настају кратке високофреквентне механичке вибрације, од више стотина до више хиљада пута у секунди. Тако настале ултразвучне осцилације сонда преноси у тело. Одјеци осцилација из тела примају се истом сондом, и у посебном делу уређаја (појачалу за компензацију), појачавају, компензују, памте у меморији и приказују на систему за приказ (телевизијском монитору). У току рада са уређајем лекар или ветеринар мора сам да подеси појачало за компензацију тако да компензује пригушења ултразвука у подручју тела које претражује.

## Доплер системи
Доплер ултразвучна дијагностика користи се за дијагностику васкуларних обољења, променом Доплер континуираних и Доплер пулсних ултразвучних таласа. 
Доплер метода заснива се на Доплеров ефекту, односно ефекту да рефлектовани ултразвучни таласи након контакта са површинаом које је у покрету (нпр кев у крвним судовима) мењају своју фреквенцију и постају чујни као обичан звук.
На принципу Доплеровог ефекта ехосонографи се примењују за мерење брзине протока крви кроз срчане шупљине на неколико начина.
Континуирано
Код ово система ултразвук се може континуирано или у кратким импулсима емитовати и примати. Ако се ултразвук емитује континуирано, систем одлично мери све брзине, али нема дубинског разлучивања. 
Импулсно
Ако се употребљава импулсни начин слања таласа, онда настаје дубинско раздвајање (можемо бирати крвне судове по дубини), при чему треба имати у виду да су могуће велике грешке у мерењу великих брзина дубоко у телу.
Резултати мерења се приказују спектрима на којима је на ординати приказан Доплеров помак, а на апсциси текуће време. Из насталог спектра могу се израчунати апсолутне брзине протока, ако се препозна угао између снопа ултразвука и протока. Ако тај угао није познат, а није близу 90°, кад мерење није могуће, ипак се могу добити важни подаци о отпору и еластичности крвног система (за шта су дефинисани посебни релативни индекси).
Ако се за Доплерово мерење примене дводимензионално распоређени импулси, могуће је добити дводимензионални семиквантитативни приказ протока кодиран у бојама (нпр. проток према сонди се приказује тоновима црвене боје, а проток од сонде тоновима плаве боје) Овај систем у боји знатно олакшава и убрзава дијагностичару сналажење током мерења протока.

## Компликације
Теоретски, ултразвучни таласи имају:
- топлотни ефекат (повећавају температуру ткива),
- ефекте кавитације (у току које мали мехурића испуњених гасом  вибрирају под утицајем ултразвучног снопа).

Како у пракси, тренутни дијагностички ултрасонографски системи имају минималне термичке или кавитационе ефекте, не постоје докази да ехокардиографија има било какве значајне штетне ефекте на тренутним нивоима ултразвучног излаза.
Употреба контрастног средства за побољшање интравентрикуларног гпосматрања има неколико релативних и апсолутних контраиндикација. У октобру 2008. године, Америчка агенција за храну и лекове (ФДА) је наложила додавање упозорења за употребу контрастниг агенса за ехокардиографију у којима су наведене нове контраиндикације за употребу ових агенаса (осим алергије на контрастно средство). Ове нове контраиндикације, које остају предмет велике дебате, укључују следеће:
- Клиничка нестабилност или недавно погоршање конгестивне срчане инсуфицијенције
- Акутни коронарни синдроми
- Респираторна инсуфицијенција, тешки емфизем или плућна емболија
- Озбиљна вентрикуларна аритмија или значајно продужење QT интервала
- Двосмерни или пролазни срчани шантови  са десна на лево.